# Archeria serpyllifolia
Archeria serpyllifolia är en ljungväxtart som beskrevs av Joseph Dalton Hooker. Archeria serpyllifolia ingår i släktet Archeria och familjen ljungväxter. Inga underarter finns listade i Catalogue of Life.